# منزل مشير الملك أنصاري
منزل مشير الملك أنصاري (بالفارسية: خانه مشیرالملک انصاری) هو منزل تاريخي يعود إلى عصر السلالة الصفوية، ويقع في أصفهان.

## معرض الصور

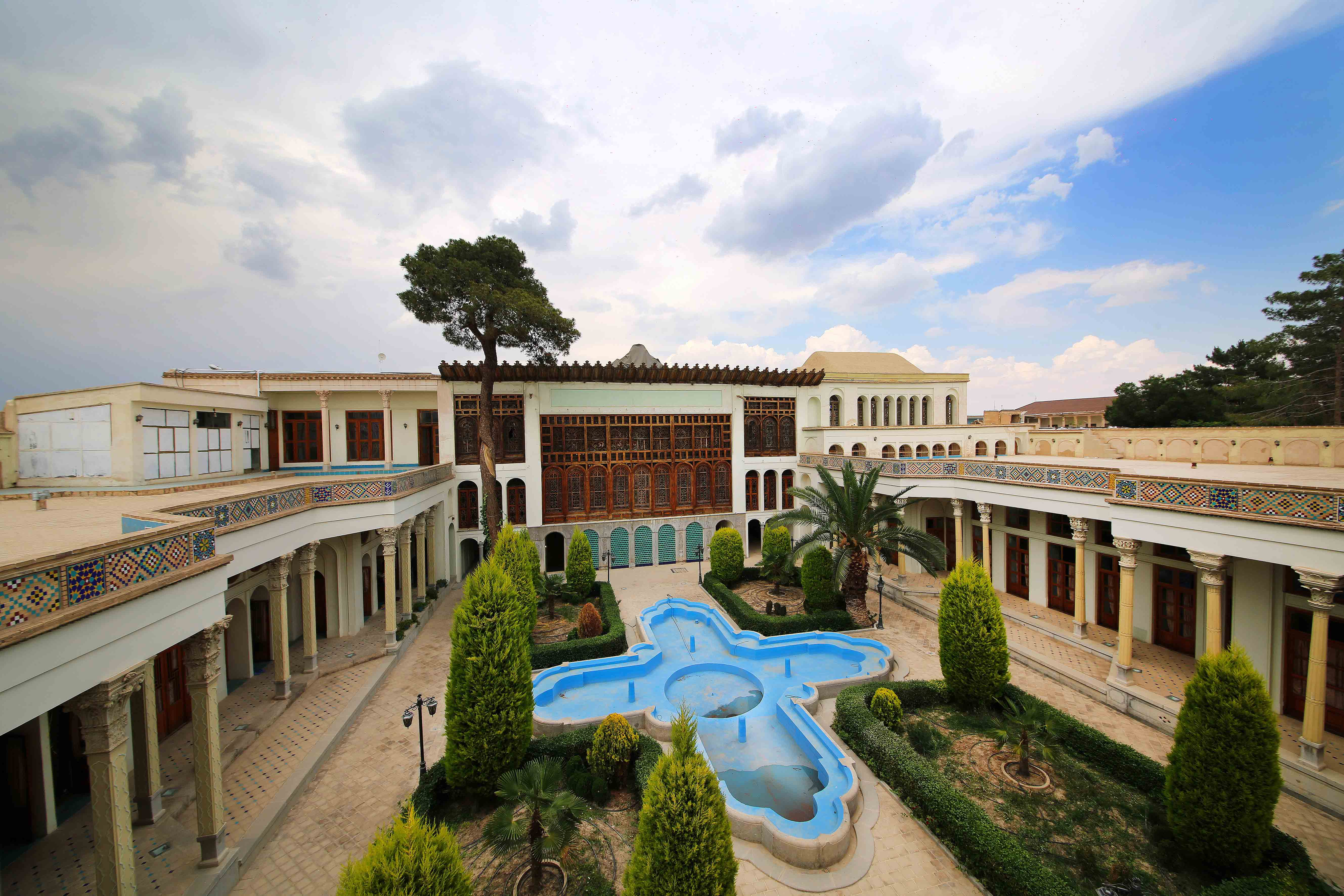
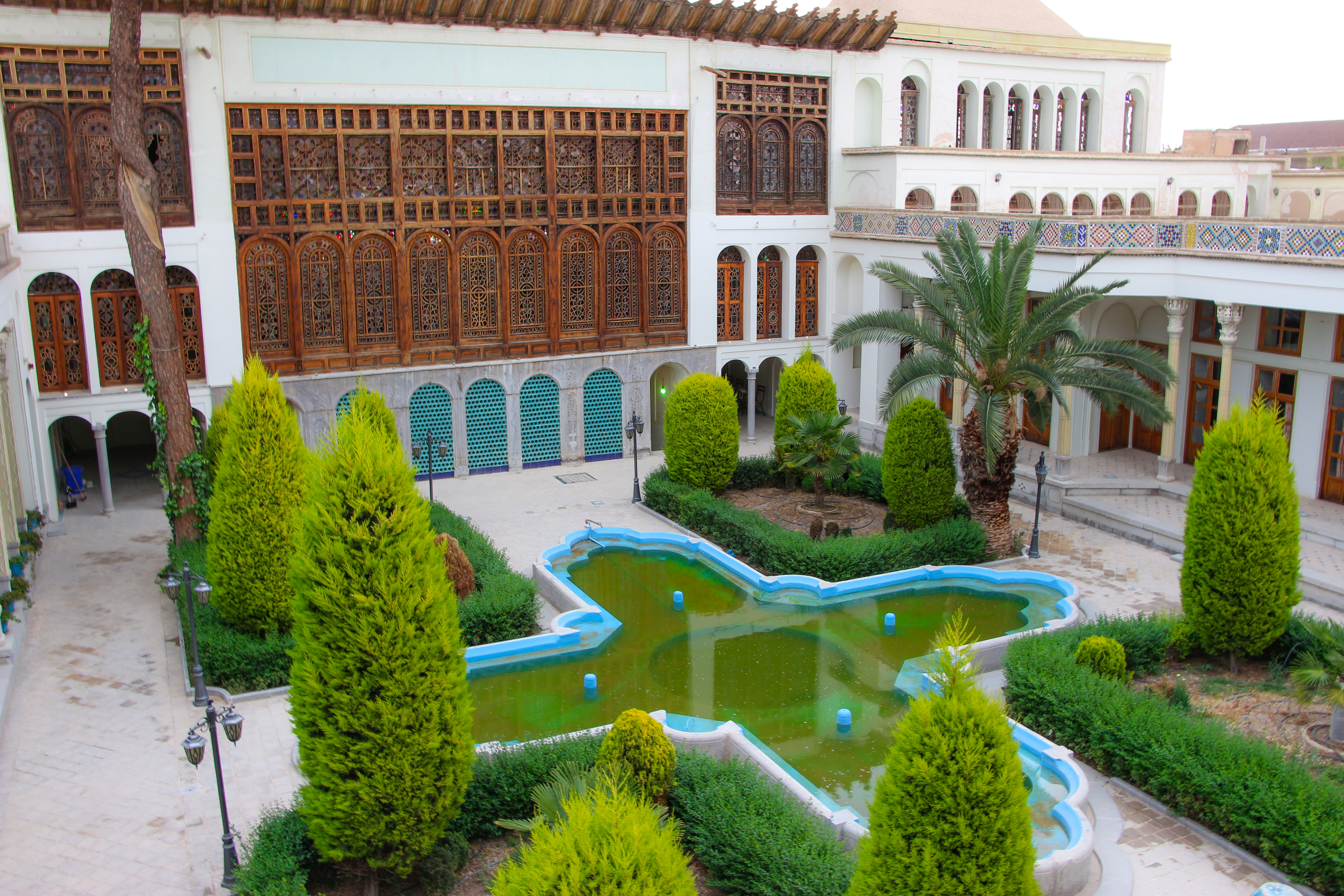
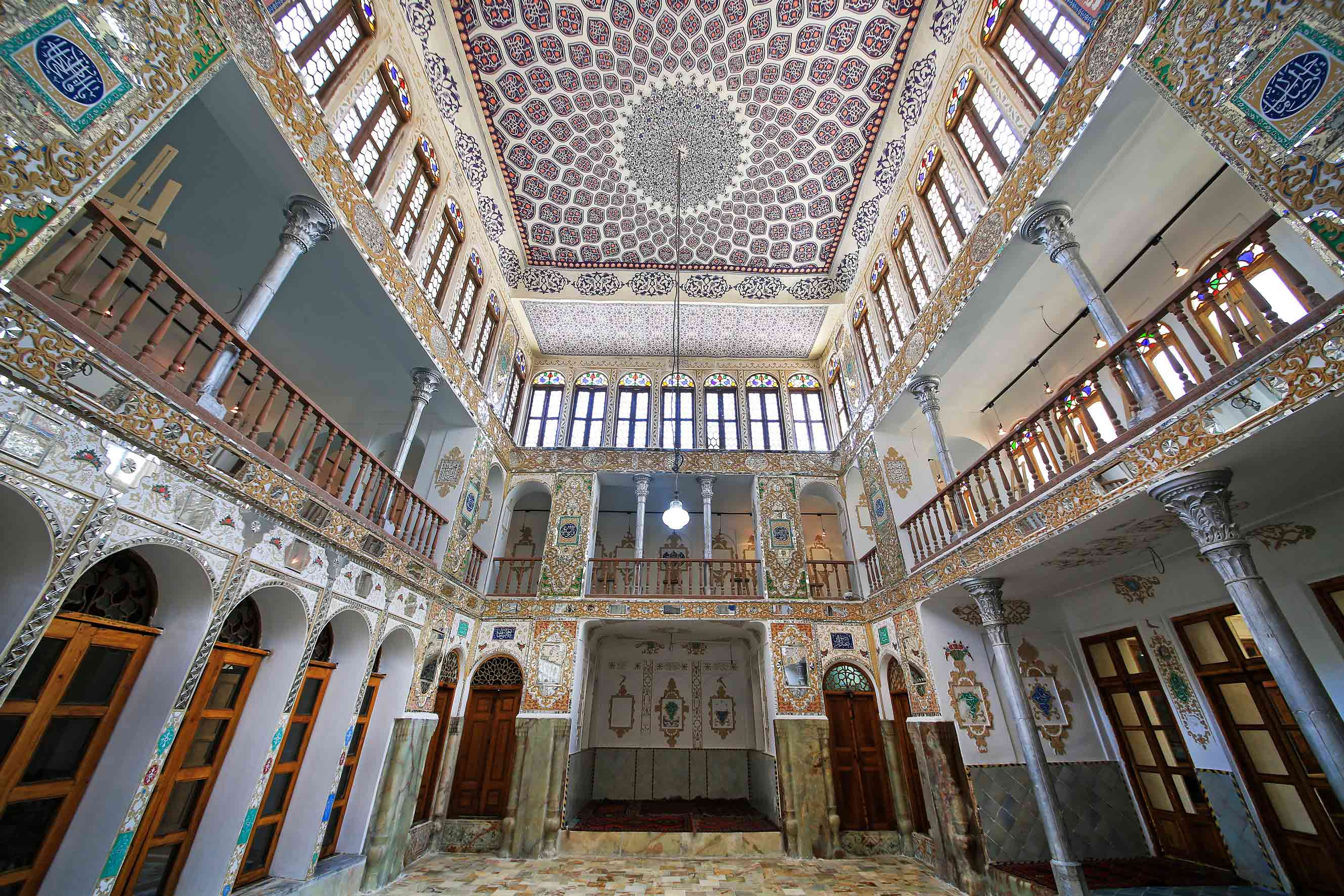
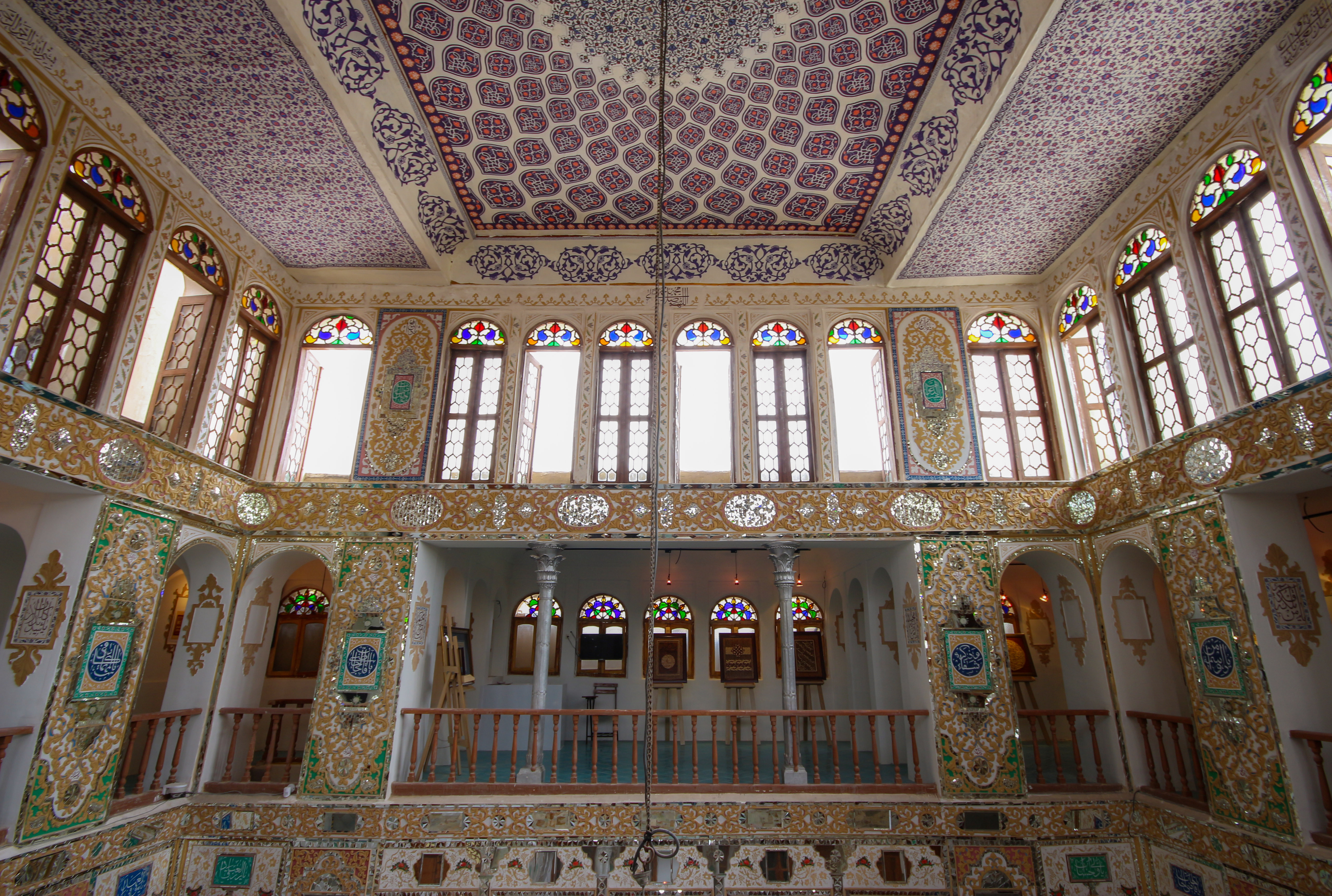
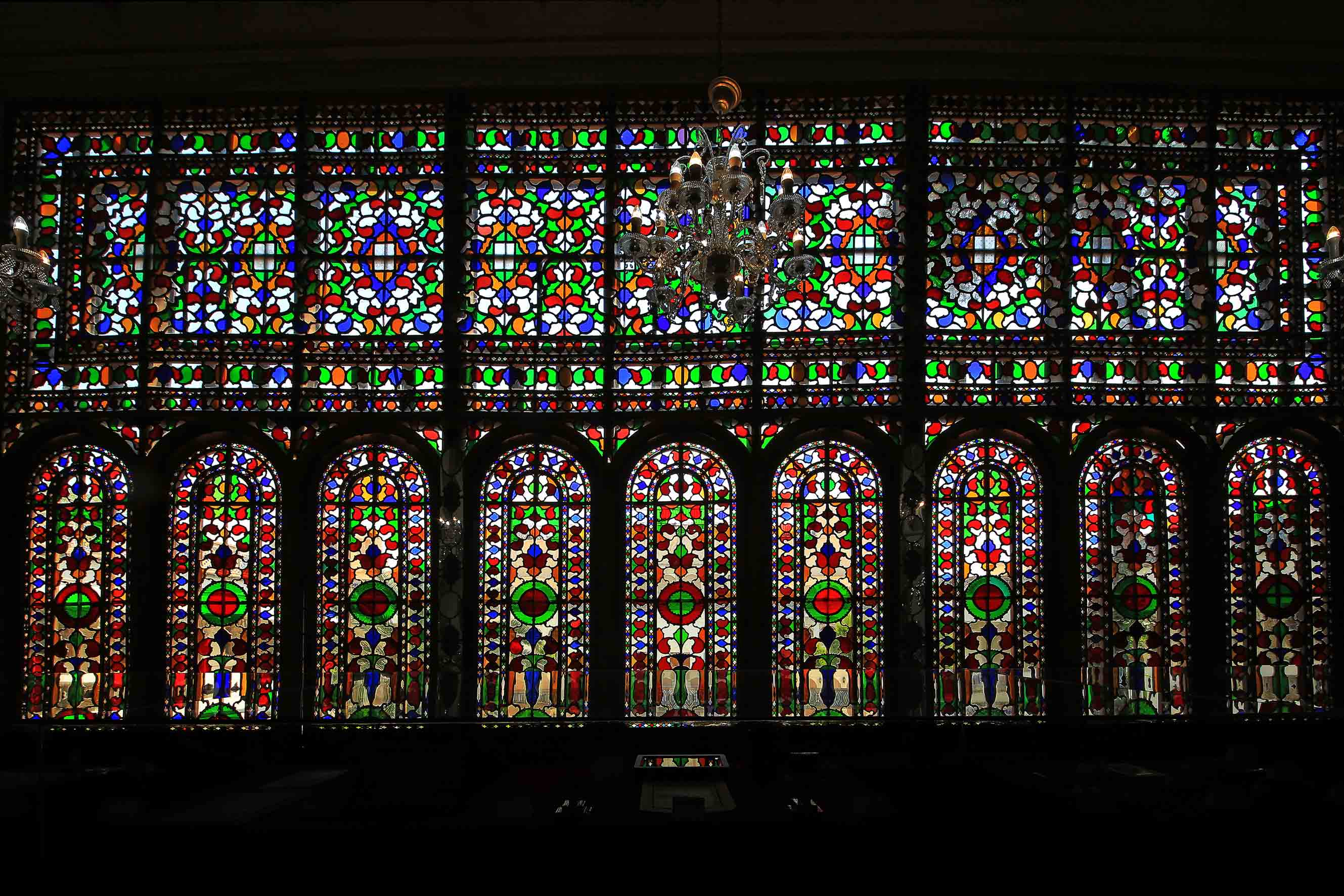
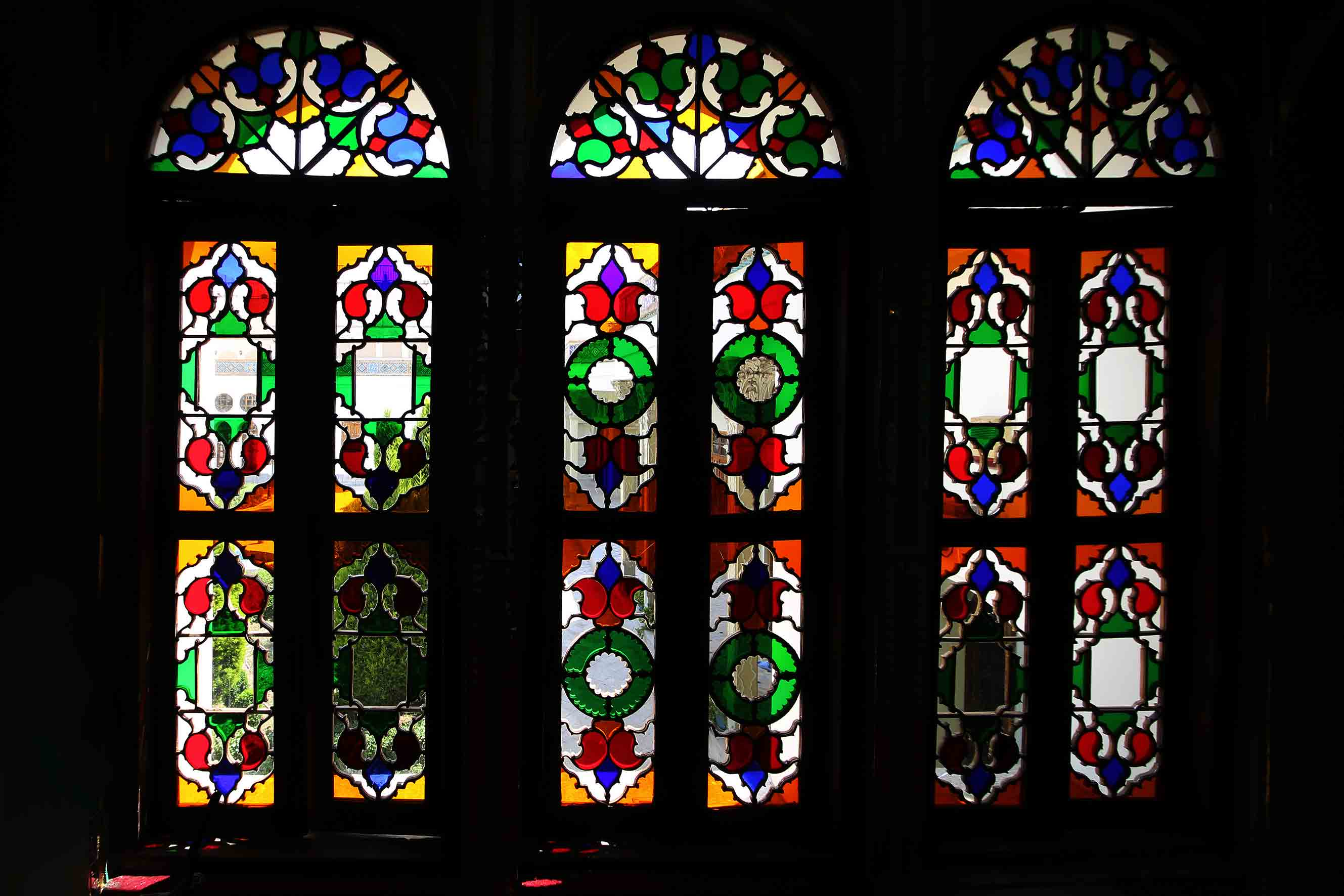
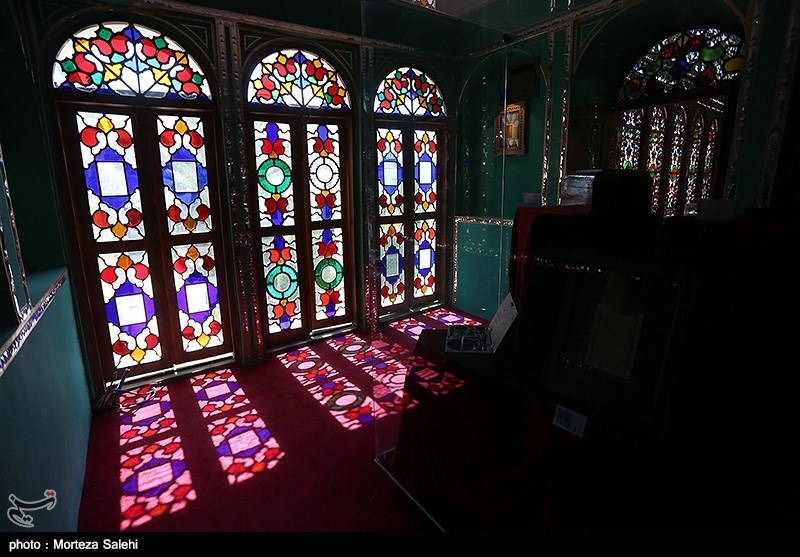
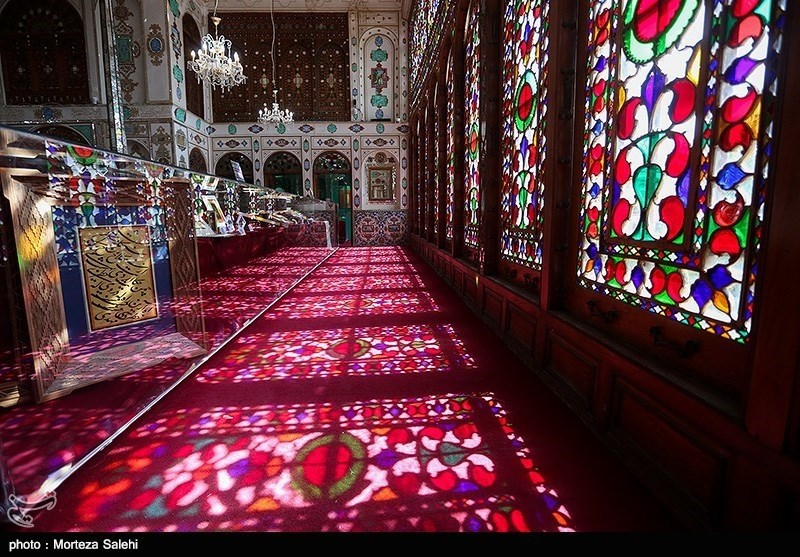
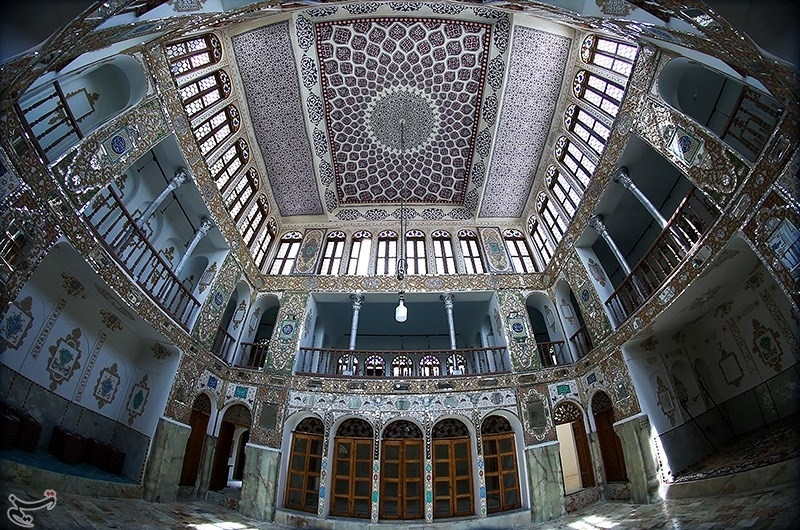
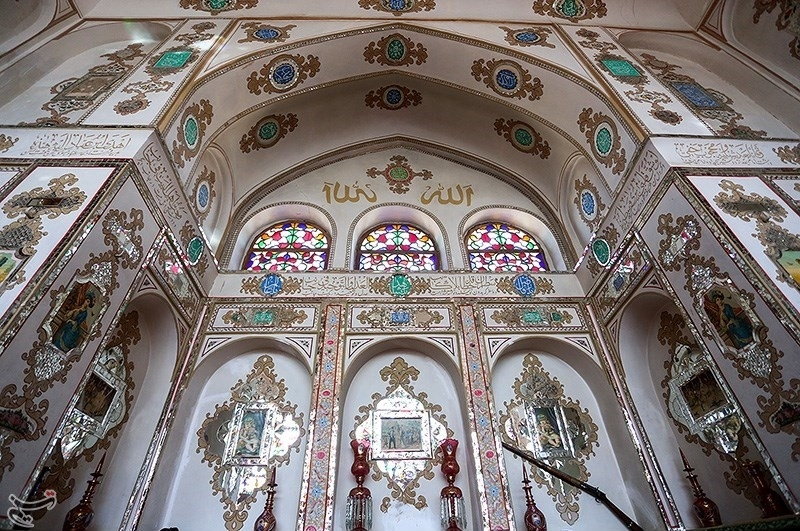
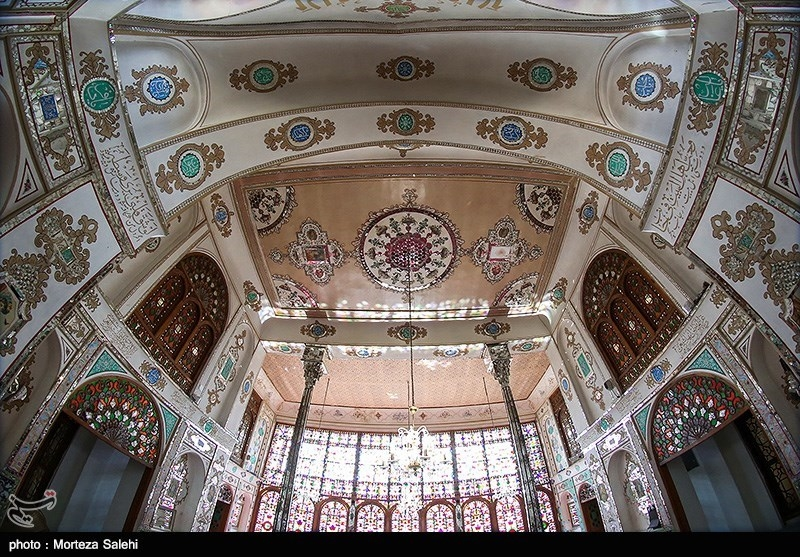
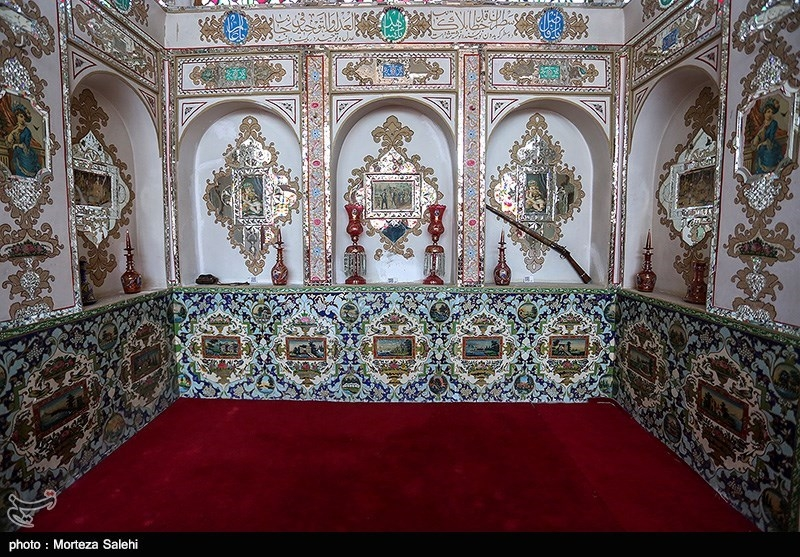